# 沈元 (歷史學家)
沈元（1938年—1970年4月18日），原籍浙江义乌，生於上海，中國历史学家，在文化大革命中被枪决。

## 生平
沈元原籍浙江义乌，1938年生於上海。據国立清華大學前校長沈君山回忆，沈元是其親表弟，出生不到一歲父亲便因抗战之故撤離到西南，接著母親也帶了兄姐兩人跟去，只留下沈元由奶奶帶大，等到抗戰勝利后，沈元才知道父亲已殉职，只有母亲和兄姐三人归还。
1955年，沈元以全國高考文史類總分第一名的成績考入北京大學歷史系。入学期间，沈元刻苦研读，幾無片刻休息。
沈元亦曾關心時事。1956年，他在圖書館看到刊載苏共二十大秘密报告的英文報紙，遂將其主要內容譯出并與同學議論。由于秘密报告指出《联共（布）党史简明教程》不是信史，且斯大林的错误有其制度根源，沈元因此被當作極右學生批判。至1957年反右运动時，沈元被划為“右派份子”，翌年被開除學籍，遣送農村勞動改造，期间落下肝病。
1961年，沈元“摘帽”之後以病弱之身回到北京。此後即閉門讀書，不問時事，潛心研究歷史。
1962年，沈元的研究論文被推薦給中國科學院哲學社會科學部（以下简称“学部”，今中國社會科學院）副主任劉導生。刘导生又推介給歷史學家、學部近代史研究所研究所副所長黎澍。黎澍和其他歷史學家看過這些論文後皆感震驚，同聲讚嘆其為難遇之才。
震動史學界的第一篇沈元作品是《〈急就篇〉研究》，由《歷史研究》主編黎澍在數篇沈作中選出在該刊發表，是從漢代蒙學課本中探求當時社會心態、研究出漢代社會狀況。黎澍并將當時處在街道居委會管下的沈元調入近代史研究所，安排在丁守和領導的思想史組。其後，沈元又在《歷史研究》發表過屬於近現代史研究領域的《洪秀全與太平天國革命》和《馬克思主義與階級分析方法》（署名“張玉樓”），受到当时《人民日报》编辑部理论部主任何匡赏识，使得兩文均被《人民日報》轉載，前者得摘要一萬字，後者則系全文。黎澍说：“近代史研究要有十個沈元，面貌就能根本改觀。”复旦大学教授、经学家周予同更表示：“我舉雙手贊成沈元道路”。
然而当时北京大學歷史系有人向中宣部控告沈元出名是白專壓倒紅專，副部長周揚遂指示學部調查，以貶抑“沈元道路”。然而丁守和對《馬克思主義與階級分析方法》一文愛不忍棄，便只得建议沈元用笔名发表。即便如此，仍有联名信寄到毛泽东处，指责黎澍“吹捧右派”，直到毛澤東的秘書田家英向黎澍打招呼，而中宣部也指示“注意影响”，不让沈元再发文章为止。
文化大革命期间，沈元被多次批斗，未婚的夫人（亦是其表妹）也受到牵连，两人被赶出家门，无处藏身，连在杭州的姐姐也不敢接纳。1968年9月1日，沈元走投无路，以黑鞋油塗面扮裝黑人欲進入某非洲國家駐華使館，被公安逮捕。1970年4月18日，沈元被枪决。

## 身后
1972年后，其家人才收到枪决通知，被索要5分钱的子弹费，其尸骨无存。 其家人对沈元判决书表述指其所谓“化妆成黑人”投奔外国领事馆一事并不认可，认为那不符合他这个人一贯的思维方式和做事逻辑，而且宣判说辞也是矛盾百出，没有任何的人证物证。只是档案至今没有解密，沈元的姐姐沈蓓说在她有生之年不会放弃，唯有彻底搞清楚这个问题，才能彻底给沈元一个清白。 
“文革”後，黎澍與劉導生提出為沈元平反正名，1980年春天，沈元被平反。沈母知後痛哭“我不要紙……我要人啊！”黎并提議搜集沈元遺作以為紀念，未果。而後由宋詒瑞編成出版於香港的《難以紀念的紀念》一書中收有沈元的遺作與遺稿。沈元的姐姐只找到弟弟當年讀過的一本《漢書補注》，發現頁邊小字盡是沈元批語，乃結成《〈漢書補注〉批註》一書出版。

## 遺作
- 《〈急就篇〉研究》，初刊於《歷史研究》1962年第3期。
- 《洪秀全與太平天國革命》，初刊於《歷史研究》1963年第1期。
- 《馬克思主義與階級分析方法》，以“張玉樓”署名發表於《歷史研究》。
- 《〈漢書補注〉批註》，浙江杭州西泠印社2009年5月出版。

## 家族关系
沈元出生于江浙大户人家，故家族中多有显赫之辈，亦多出才子才女。
曾祖父沈善蒸，字立民，运筹学家。监生，袭职云骑尉。曾任上海广方言馆、浙江求知书院算学教习。著有《解代数》、《大器真诀解证》。与刘彝程合撰《广方言馆课艺》。
祖父沈承怿，号伯欣，法国巴黎大学法学博士。留德留法，得法学理学双博士。
大姑沈骏英，翻译家。二姑沈骊英，在威尔斯利女子大学研究植物学，得理学学士，后入康乃尔大学研究两年农学，1941年10月7日，猝发脑溢血，殉职于荣昌中央农业实验所内，终年仅四十。 三姑沈骥英，毕业于协和医学院，儿童医学家。
父亲沈昌，浙江桐乡人，母亲何宛芳，上海松江人，都出生于1905年。五四运动时，二人于南京相识，彼时为中学生，后结为夫妻。
沈昌中学时代投入五四运动，后被学校开除，自费前往美国，在麻省理工学院就读机械工程，在康奈尔大学获工程学硕士学位。回国后，先后担任上海市政府秘书，赈务委员会秘书，镇江县县长，内政部简任技正，卫生部技正，导淮委员会委员。1927年调往北平，任平绥铁路局局长。1928年9月，任赈款委员会秘书长。嗣转任铁道部购料委员会主任委员、总机厂总经理。1937年抗日战争爆发后，任西南运输处副主任。1938年交通、铁道两部合并，沈昌任材料司司长。后调任川滇铁路公司总经理，兼叙昆铁路工程局局长。洎滇越铁路线区司令部成立，复兼任滇越、川滇两线司令。后复兼任中国远征军随军铁路特派员，授中将司令军衔。1942年4月，中国远征军首次入缅甸失利，沈昌带领部队穿越野人山原始森林回国，三万多人仅剩三百余人，沈昌从150斤暴瘦到80余斤。后赶往重庆汇报战况、视察滇越铁路。1942年中元节，回到云南家中。吃晚餐时，说了句眼睛疼，就因脑溢血猝逝，年仅38岁。
哥哥沈荃，生于1929年，16岁考上了中央大学，后又考上清华大学，成为钱钟书的得意门生。因“潜伏的反革命分子”被捕，判五年有期徒刑，但家人从未真正见过判决书。1953年，获判提前释放。而在提前释放的文件上，却再找不到“反革命”，只说他是三青团员。他在土改中摆弄枪支再次被捕，后来因表现良好提前释放。然而沈荃从此终生戴着一顶“刑满释放分子”的帽子，成了一名无业游民。后来他被遣送新疆教书30年，一生未婚。1993年，随妹妹沈蓓迁往美国。死后，骨灰散在新疆。
姐姐沈蓓，生于1936年。1938年，何宛芳刚生下沈元后，因上海、镇江、南京相继沦陷，就带着沈蓓，艰难转移到西南大后方。抗战胜利后，与何宛芳回到江浙。1993年退休，到美国生活。1994年到2008年，担任明尼苏达州最大的华人艺术团体——中美舞蹈社的艺术总监，举办大型公益演出，探访为中国抗战作过贡献的美国老兵或他们的后裔。20多年来，致力于中华文化的传播，是明尼苏达州的华人侨领。2015年9月抗战胜利70周年大阅兵，作为国民党中将沈昌的女儿，沈蓓应邀回国在北京参加阅兵观礼，还代沈昌领取了中共中央、国务院、中央军委发给抗战有功人士的“中国人民抗日战争胜利70周年纪念章”；外事系统也向沈蓓本人，颁发了纪念牌。
姨妹曾武英，与沈元为同居关系，一直未婚。